# Lana Bastašić

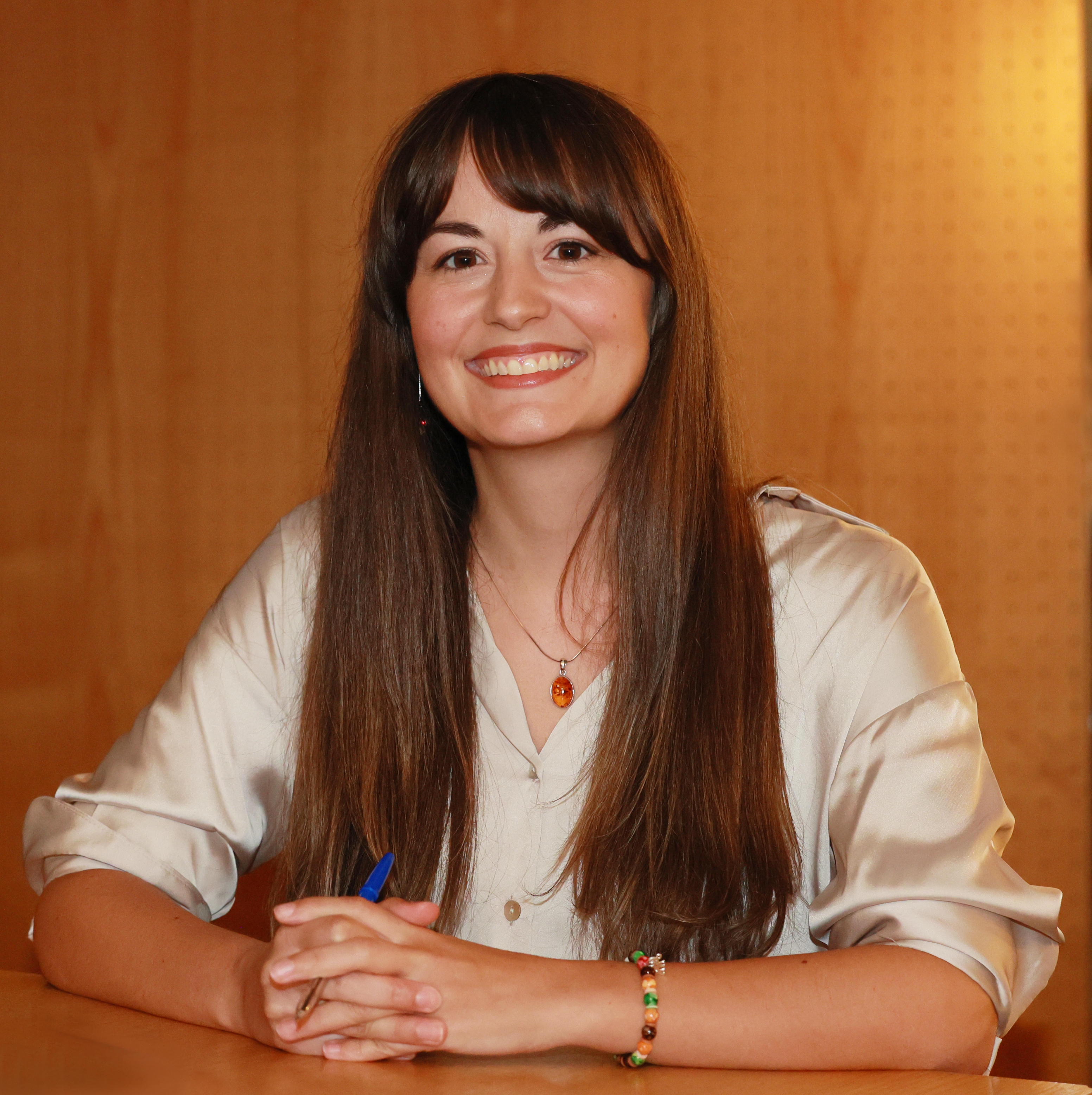
Bastašić (2023)

Lana Bastašić (* 27. August 1986 in Zagreb, Jugoslawien) ist eine bosnische Schriftstellerin. Sie wurde mit dem Literaturpreis der Europäischen Union 2020 für Bosnien und Herzegowina ausgezeichnet.

## Leben
Bastašić bezeichnet sich selbst als Serbin. Geboren in Zagreb, verließ sie Anfang der 1990er Jahre mit ihrer Familie Kroatien. Sie wuchs im bosnischen Banja Luka auf und schloss dort ihr Englisch- und Kommunikationsstudium ab. Die Masterarbeit in Kulturwissenschaften verteidigte sie an der Fakultät für Politikwissenschaften in Belgrad. In Prag erlangte sie ein internationales Zertifikat als Englischlehrerin.
2016 gründete sie zusammen mit dem katalanischen Literaturdozenten Borja Bagunyà in Barcelona die Escola Bloom. Gleichenorts gibt sie auch das katalanische Literaturmagazin Carn de Cap heraus. Sie war Gastautorin in Sarajevo (2019) und bei der Santa Maddalena Foundation in der Toskana (2020). Auf Einladung des Literaturhauses Zürich und der Stiftung PWG weilte sie von Februar bis Juni 2021 als Writer in Residence in Zürich. 2023 erhielt sie erneut, im Rahmen des Berliner Künstlerprogramms des DAAD, ein Stipendium als Writer in Residence.
Sie hat das „Three + Three Sisters“-Projekt mitinitiiert, welches das literarische Schaffen von Frauen in der Balkanregion fördert. Sie ist Mitglied des PEN-Zentrums von Bosnien und Herzegowina. Lana Bastašić ist Unterzeichnerin der 2017 veröffentlichten Deklaration zur gemeinsamen Sprache der Kroaten, Serben, Bosniaken und Montenegriner. Bastašić lebt in Barcelona, Belgrad und Zagreb – oder in Berlin.

## Kontroversen
In einem im Oktober 2023 in The Guardian erschienenen Artikel äußerte Bastašić über die Beurteilung des Nahostkonflikts in Deutschland: „Doch schon die Erwähnung des Wortes ‚Palästina‘ in Deutschland birgt die Gefahr, dass man des Antisemitismus bezichtigt wird. Jeder Versuch, einen Kontext zu liefern und Fakten über den historischen Hintergrund des Konflikts zu vermitteln, wird als plumpe Rechtfertigung des Terrors der Hamas angesehen. […] Die Unterdrückung des Widerstands gegen die Tötung von Zivilisten in Gaza erstreckt sich sogar auf jüdische Menschen. […] Die unerschütterliche offizielle Unterstützung Deutschlands für das Vorgehen der israelischen Regierung lässt kaum Raum für Menschlichkeit. […] Die Heuchelei der weißen Heilsbringer, die wir heute in Deutschland erleben, wird auf lange Sicht nur den weißen Deutschen zugute kommen.“
Im Dezember 2023 trennte sie sich von dem deutschen S. Fischer Verlag, weil dieser „sich […] nicht zur anhaltenden Krise in Gaza geäußert habe“ und sich nicht zur, wie sie es nennt, „systematischen Zensur propalästinensischer Stimmen in deutschen Kulturinstitutionen positioniert“ habe. Bastašić ist Unterzeichnerin des im Januar 2024 veröffentlichten pro-palästinänsischen Boykottaufrufs Strike  Germany.
Im Februar 2024 wurde Lana Bastašic von dem Literaturhaus Niederösterreich in Krems, für einen geplanten Residenzaufenthalt, und von dem Literaturfest Salzburg, für eine Lesung, ausgeladen. Grund war jeweils die Positionierung der Autorin im Nahost-Konflikt.
Im Oktober 2024 gehörte Bastašic zu den Unterzeichnern eines Aufrufs zum Boykott israelischer Kulturinstitutionen, „die an der überwältigenden Unterdrückung der Palästinenser mitschuldig sind oder diese stillschweigend beobachtet haben“.

## Werk
Bastašić hat zwei Sammlungen von Kurzgeschichten veröffentlicht: Permanent Pigments (SKC, Kragujevac 2010) und Fireworks (Čekić, Belgrad 2013). Sie veröffentlichte ein Buch mit Geschichten für Kinder, Nastja zeichnet die Sonne (Banja Luka 2015, Illustrationen von Sandra Dukić).
2014 gewann sie den ersten Preis für eine unveröffentlichte Gedichtsammlung bei den Poetry Days in Zajecar und veröffentlichte Ein naives Triptychon über Bosnien und das Sterben.
Ihr erster Roman Uhvati zeca wurde 2018 in Belgrad veröffentlicht und 2019 in Sarajevo neu aufgelegt. Er stand auf der Shortlist für den NIN-Preis 2019 und gewann 2020 den Literaturpreis der Europäischen Union für Bosnien-Herzegowina. Der Roman wurde in 12 Sprachen übersetzt. Die deutsche Übersetzung von Rebekka Zeinzinger unter dem Titel Fang den Hasen erschien 2021. Die Autorin beschreibt in dem Roman das Heranwachsen zweier bosnischer Freundinnen während des Bosnienkriegs.
2023 erschien auf Deutsch der Erzählband Der Mann im Mond in der Übersetzung von Rebekka Zeinzinger im S. Fischer-Verlag. Das Original war unter dem Titel Mliječni zubi 2020 bei Booka in Belgrad herausgekommen. In zwölf Erzählungen stellt sie das Schicksal traumatisierter Kinder dar.
Kritiker heben in ihrem Schreiben die Einflüsse von Elena Ferrante, Lewis Carroll und Vladimir Nabokov hervor.